# Claudio Corti (bergsbestigare)
Claudio Corti, född 18 juni 1928 i Olginate, död där 3 februari 2010, var en italiensk bergsbestigare.
Han är mest känd för att 1957 ha försökt klättra Heckmair-leden på Eigers nordvägg och efter ett stort räddningspådrag ha överlevt medan hans kompanjon Stefano Longhi och två andra klättrare inte överlevde.
Corti och Longhi klättrade delvis tillsammans med ett tyskt replag bestående av Gunther Nothdurft och Franz Meyer. De båda tyskarna nådde toppen men frös ihjäl under nervägen på bergets nordvästsida. Deras kroppar hittades dock inte förrän fyra år senare vilket skapade stor förvirring kring hela händelseförloppet. Longhi lämnades på en klipphylla för att bli hämtad senare men frös ihjäl efter flera dygn.    
Corti överlevde en hel vecka på bergväggen innan han slutligen kunde räddas. Han kunde inte redogöra för hur klättringen gått till och var klättrarna hade lämnat varandra. Han misstänktes omgående för att ha tagit tyskarnas utrustning för att själv överleva och att han hade lämnat kompanjonerna till sitt öde. Hans egen uppfattning var att de lämnade den skadade Longhi för att hämta hjälp men att även Corti, efter att ha blivit skadad, blev lämnad medan de båda tyskarna klättrade vidare mot toppen. Envisa kampanjer i tidningarna samt Heinrich Harrers bok Den vita spindeln skapade en hätsk stämning mot Corti. Han blev emellertid frikänd när de båda tyskarnas kroppar senare hittades på andra sidan berget. Händelsen förföljde honom dock hela livet och överskuggade senare bedrifter.
Räddningsaktionen är känd som en av de mest spektakulära genom tiderna. Den involverade många människor från flera nationer. De lokala bergsguiderna fick samtidigt utstå kritik för sin ovilja att rädda bergsbestigare på Eigers nordvägg. Corti hissades istället upp 300 meter, fastspänd på ryggen på Alfred Hellepart med hjälp av en vinsch och en stålvajer av Ludwig Gramminger och hans manskap.
Ett flertal författare har försökt ge nyanserade och realistiska beskrivningar av händelseförloppet. Jack Olsen intervjuade Corti och beskrev räddningsaktionen i sin bok The Climb up to Hell från 1962. Rainer Rettner och Daniel Anker gav 2007 ut boken Corti-Drama: Tod und Rettung am Eiger 1957–1961. Året efter gav den italienska författaren Giorgio Spreafico ut boken Il prigioniero dell Eiger om 1957 års tragedi på Eiger. Den innehåller en lång intervju med Claudio Corti.